# Drosera closterostigma
Drosera closterostigma (лат.) — многолетнее травянистое растение. Эта карликовая росянка, образующая розетки, достигает в диаметре около 1,8 см. Штока по оси составляет 5 мм в длину и покрыта несколькими листьями.

## Ботаническое описание
Бутон прилистников яйцевидный, гладкий, длиной 5 мм и диаметром у основания 4 мм. Сами прилистники имеют размеры 4х3мм, трехлопастные. Средняя доля разделена на 3 сегмента, которые в свою очередь делятся на 2 полосы.
Листовые пластинки являются широкоэллиптическими, до 2 мм в длину и 1,7 мм в ширину. Более длинные щупальцевые железы находятся на краю, более короткие — внутри. С нижней стороны они голые. Длина этих стеблей листьев достигает 4,5 мм, 0,8 мм в ширину у основания и конусности до 0,5 мм при листовой пластинки. Они покрыты лишь несколькими железистыми волосками с нижней стороны.
Цветение проходит с октября по ноябрь. Один или два цветоноса до 4 см в длину; стержень покрыт несколькими железами. К кончику их распределение становится все более плотным. Соцветие представляет собой клубок из 6-12 цветков на цветоножках примерно 2 мм длиной. Чашелистики яйцевидной формы имеют длину 2 мм и ширину 1 мм. Поверхность также покрыта железами с цилиндрическими ножками и красными наконечниками. Лепестки белого или светло-розового цвета у основания, яйцевидные, длиной 6 мм и шириной 3,5 мм.
Длина пяти тычинок 1,2 мм. Пыльники и пыльца белые. Завязь жёлто-зелёного цвета, почти яйцевидной формы, длиной 0,5 мм и диаметром 0,8 мм. Три красноватых стилуса: длиной 1,5 мм под рубцом и 1 мм наверху. Эти шрамы белые, слегка изогнуты вверх, расширены у основания и сужаются к точке на конце.
Формирование выводковых чешуек типично для карликовых росянок: относительно тонкие выводковые чешуи, приблизительно яйцевидной формы, образуются в большом количестве с конца ноября до начала декабря и имеют длину примерно 1,4 мм и ширину 1,1 мм.